# 辻泰弘 (地方公務員)
辻 泰弘（つじ やすひろ）は、日本の地方公務員。苫東代表取締役社長や、北海道経済部長、北海道副知事を経て、北海道貿易物産振興会理事長。

## 人物・経歴
北海道砂川南高等学校を経て、東京都立大学経済学部卒業後、北海道入庁。北海道経済部次長等を経て、2011年株式会社苫東代表取締役社長。2013年北海道経済部長。2015年から北海道副知事を務め、観光プロモーションや食品輸出の拡大などにあたった。2018年には筆頭副知事となった。2019年北海道知事選挙で鈴木直道が新北海道知事に就任後、任期満了のため退任。北海道政史上初の副知事の全員交代となった。同年一般社団法人北海道貿易物産振興会理事長、公益社団法人北海道国際交流・協力総合センター副会長。2022年株式会社苫東代表取締役社長、国立大学法人旭川医科大学理事。